# Bäsk (musikgrupp)
Bäsk är en folkmusikgrupp bestående av Jonas Simonson (flöjter), Sten Källman (saxofon och slagverk) samt Hans Kennemark (fiol och altfiol). Gruppen spelar traditionella låtar från Västsverige och Gudbrandsdalen samt egna kompositioner.